# 浦安市立堀江中学校
浦安市立堀江中学校（うらやすしりつ ほりえちゅうがっこう）は、千葉県浦安市富士見二丁目にある公立中学校。
通称は「堀中」（ほりちゅう）。浦安市内で2番目に設置された中学校。

## 沿革
- 1977年4月1日 - 浦安町立浦安中学校（現・浦安市立浦安中学校）より分離して創立。
- 1977年5月19日 - 新校舎竣工。
- 1977年10月1日 - 校章制定。
- 1979年1月28日 - 堀江中学校校歌制定。
- 1981年4月1日 - 市制施行のため校名改正。現在名の浦安市立堀江中学校となる。
- 2002年4月から - 文部科学省 学力向上フロンティアスクール指定（3ヵ年）。
- 2018年1月 - 新校舎（コンピューター室と美術室）竣工。

## 校訓
『志高く夢ある自立』

## 教育目標
『未来を拓く豊かな心を持ち主体的に活動する生徒の育成』
- 創意：新しいものを考え、作り出そうとする生徒
- 熱意：熱心で意気込みのある生徒
- 敬意：礼儀正しく、思いやりのある生徒

## 部活動
運動部
- 野球部
- 剣道部
- 柔道部
- サッカー部
- 陸上競技部
- テニス部（男・女）
- 女子バレーボール部
- バスケットボール部（男・女）

文化部
- 吹奏楽部
- 美術部
- 科学部
- 手芸部

## 所在地
- 千葉県浦安市富士見二丁目19番1号

学校は大三角線と中央公園通りの“富士見交番前”交差点の前にある。
- 制立当時は富士見ではなく堀江だった為に堀江中学校という名前を使っている。

## アクセス
- JR京葉線
  - 舞浜駅 から
    - バス
      - 東京ベイシティバス系統9（舞浜線）乗車約10分。
      - 浦安市コミュニティバス「おさんぽバス」乗車11分。

  - 新浦安駅 から
    - バス
      - 浦安市コミュニティバス「おさんぽバス」乗車30分。
- 東京メトロ東西線
  - 浦安駅 から
    - バス
      - 浦安駅入口から東京ベイシティバス系統5（堀江線）・系統9（舞浜線）乗車約10分。